# Erik Edman
Erik Edman (født 11. november 1978 i Huskvarna, Sverige) er en tidligere svensk fodboldspiller, der spillede som venstre back. Han nåede igennem sin karriere at optræde for Torino, Karlsruher SC, AIK Stockholm, SC Heerenveen, Tottenham, Helsingborgs IF, Wigan Athletic og Rennes FC.

## Landshold
Edman nåede i sin tid som landsholdsspiller at spille 57 kampe og score et enkelt mål for Sveriges landshold, som han debuterede for i januar 2001 i en venskabskamp mod Færøerne. Han har efterfølgende været en del af den svenske trup til både VM i 2002, EM i 2004 og VM i 2006.